# مرگن عزیزآباد
مرگن عزیزآباد، روستایی از توابع بخش قره قویون شهرستان شوط استان آذربایجان غربی کشور ایران است. این روستا به همراه روستاهای مرگن قدیم، مرگن اسماعیل‌کندی و مرگن وسط تجمیع و به شهر مرگنلر ارتقا یافت.

## جمعیت
این روستا در دهستان قره قویون جنوبی قرار داشته و بر اساس سرشماری سال ۱۳۸۵ جمعیت آن ۶۹۶نفر (۱۵۴ خانوار) 
بوده است.